# Prêmio Contigo! MPB FM de Música
O Prêmio Contigo! MPB FM de Música foi uma premiação musical realizada pela MPB FM em parceria da revista Contigo!, cuja primeira edição ocorreu em 2012 com o intuito de premiar os melhores artistas da Música Popular Brasileira. A premiação tinha em torno de dez categorias com cinco categorias cada cujos ganhadores eram escolhidos por um júri especializado, mas em três categorias, “melhor música”, “melhor cantor” e “melhor cantora”, existe premiação por votação popular.

## Edições
| Ano  | Local                                         | Apresentador |
| ---- | --------------------------------------------- | ------------ |
| 2012 | Casa de show Miranda, no Complexo Lagoon (RJ) | Leandra Leal |
| 2013 | Casa de show Miranda, no Complexo Lagoon (RJ) | Leandra Leal |
| 2014 | Casa de show Miranda, no Complexo Lagoon (RJ) | Marisa Orth  |

## Categorias

### Categorias atuais
- Melhor Álbum MPB
- Melhor Álbum Pop
- Melhor Álbum Samba
- Melhor Música
- Melhor Cantora
- Melhor Cantor
- Destaque
- Melhor Instrumentista
- Melhor DVD
- Projetos Especiais

### Categorias extintas
- Melhor Álbum Independente
- Melhor Álbum Pop/Rock
- Top Digital